# Enicospilus sofroni
Enicospilus sofroni là một loài tò vò trong họ Ichneumonidae.